# 单杯目
单杯目（学名：Monocotylidea），是单殖纲的一目扁形动物。

## 下级分类
本目包括以下科：
- Loimoidae Price, 1936
- Microbothriidae Price, 1936
- 单杯科 Monocotylidae Taschenberg, 1879